# Перемишль-Головний
Пере́мишль-Головни́й (пол. Przemyśl Główny) — пасажирська і вантажна залізнична станція в місті Перемишль, в Підкарпатському воєводстві Польщі. Має 5 платформ і 10 колій. Вокзал належить до класу C, тобто пропускає від 300 тисяч до 1 мільйона пасажирів щорічно.

## Історія
Станція Перемишль (пол. Przemyśl) побудована на лінії Галицької залізниці імені Карла Людвіга (Краків — Тарнів — Ряшів — Перемишль — Львів — Красне — Тернопіль — Підволочиськ) у 1860 році, коли Перемишль був у складі Королівства Галичини і Володимирії. Нинішню назву станція має з 1947 року.
Давнє приміщення вокзалу було побудовано у 1859—1860 рр., відкрито 4 листопада 1860 року, перебудовано в 1895 році в стилі необароко. Корінним чином відремонтовано вокзал у 1922 і в 1959 роках, частково в 1966 році. Ще один ремонт пройшов у 1988—1995 роках. У 2010—2012 роках кошторисом близько 25 млн злотих вокзал зазнав глибокого ремонту, а під наглядом реставратора пам'ятці повернено неперевершений вигляд понад столітньої давнини.
Станція електрифікована 1964 року у складі лінії Ряшів-Головний — Перемишль — Медика.

## Пасажирське сполучення
Пасажирське сполучення:
| Рух пасажирських поїздів далекого сполучення по станції Перемишль |                                |                                          |                                             |
| №                                                                 | Маршрут сполучення             | Формування залізниці                     | Примітка                                    |
| 32/31                                                             | Запоріжжя — Перемишль          | Придніпровська залізниця                 |                                             |
| 36/35                                                             | Одеса — Перемишль              | Одеська залізниця                        |                                             |
| 52/51                                                             | Київ — Перемишль               | Південно-Західна залізниця               | До 10 грудня 2023 року курсував під № 53/54 |
| 56/57                                                             | Франкфурт-на-Одері — Перемишль | Польські державні залізниці              |                                             |
| 74/73                                                             | Харків — Перемишль             | Південна залізниця                       |                                             |
| 90/89                                                             | Київ — Перемишль               | Південно-Західна залізниця               |                                             |
| 106/107                                                           | Богумін — Перемишль            | Польські державні залізниці              |                                             |
| 114/115                                                           | Прага — Перемишль              | Чеські залізниці                         |                                             |
| 706/705                                                           | Київ — Перемишль               | Українська залізнична швидкісна компанія |                                             |
| 716/715                                                           | Київ — Перемишль               | Українська залізнична швидкісна компанія |                                             |
| 3514/5314                                                         | Гдиня — Перемишль              | Польські державні залізниці              |                                             |
| 3602/6302                                                         | Вроцлав — Перемишль            | Польські державні залізниці              |                                             |
| 3604/6304                                                         | Вроцлав — Перемишль            | Польські державні залізниці              |                                             |
| 3700/7300                                                         | Познань — Перемишль            | Польські державні залізниці              |                                             |
| 3804/8304                                                         | Щецин — Перемишль              | Польські державні залізниці              |                                             |
| 37104/73104                                                       | Зелена Гура — Перемишль        | Польські державні залізниці              |                                             |
| Скасовані поїзди                                                  |                                |                                          |                                             |
| 52/51                                                             | Львів — Вроцлав                | Львівська залізниця                      | Львівський експрес (поїзд)                  |

Приміське сполучення:
- Ряшів-Головний — Перемишль-Головний — Медика, перевізник: Polregio, станом на 2024 рік у робочі дні відправляються 17 приміських потягів на добу у напрямку Ряшіва та 6 приміських потягів на добу до Медики.[2] Від Ряшів-Головний приміські поїзди слідують у напрямках Тарнова, аеропорту та інших станцій.

## Галерея

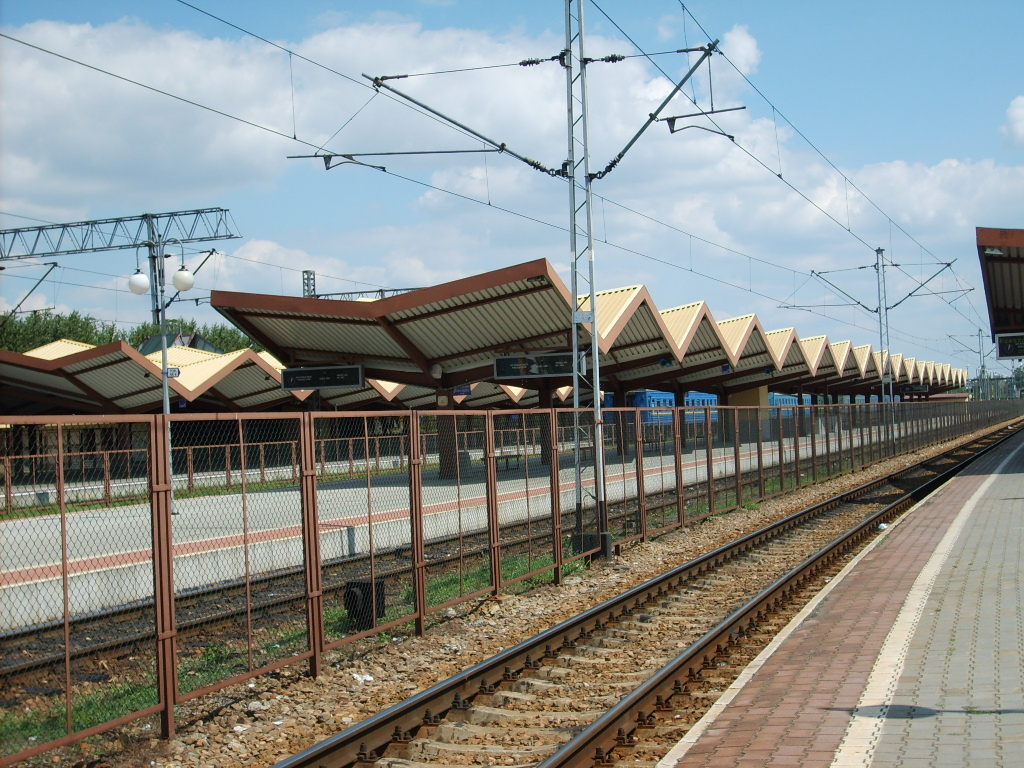
Вигляд на перони, (2007)
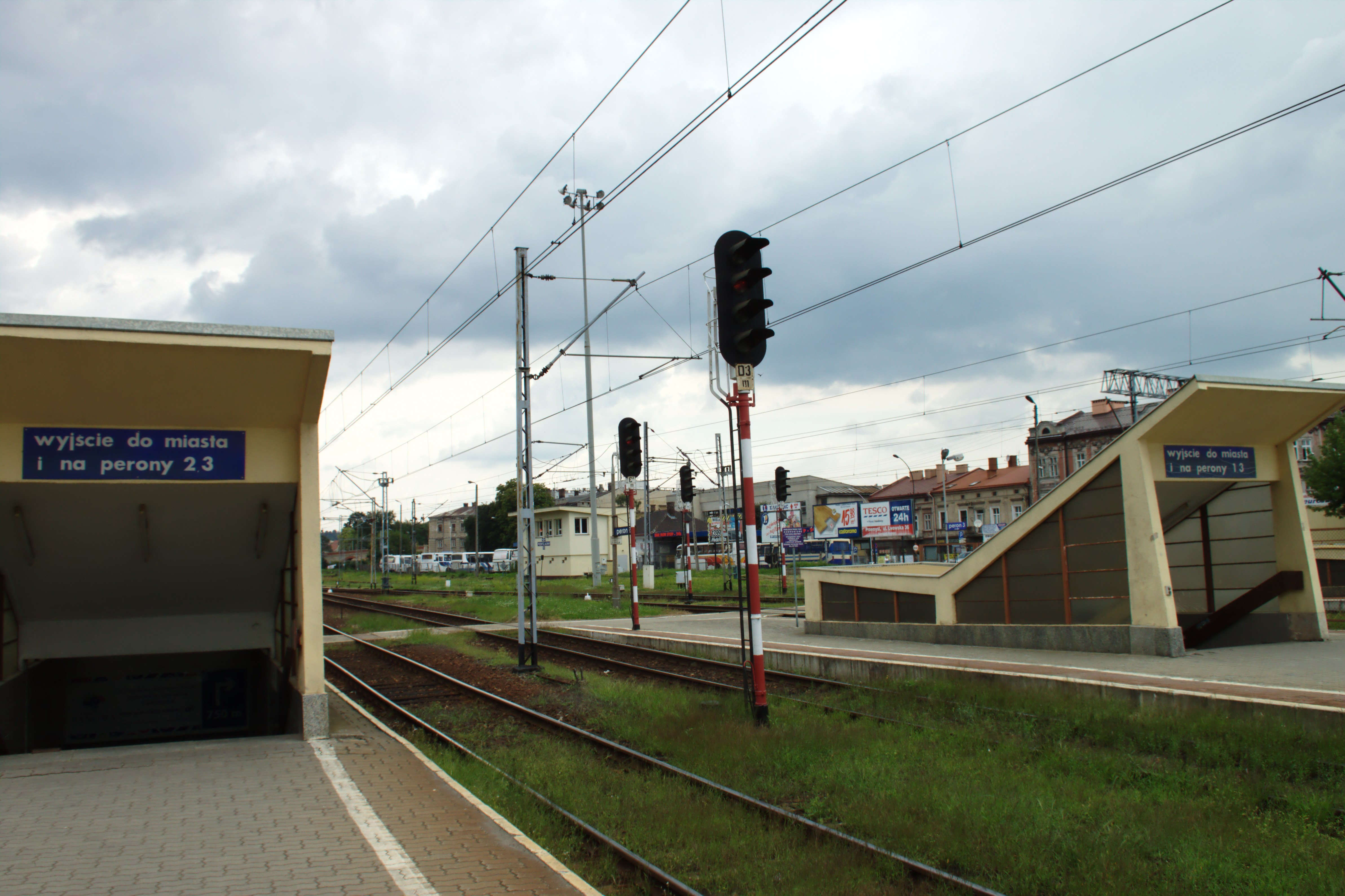
Входи у підземний перехід, (2011)
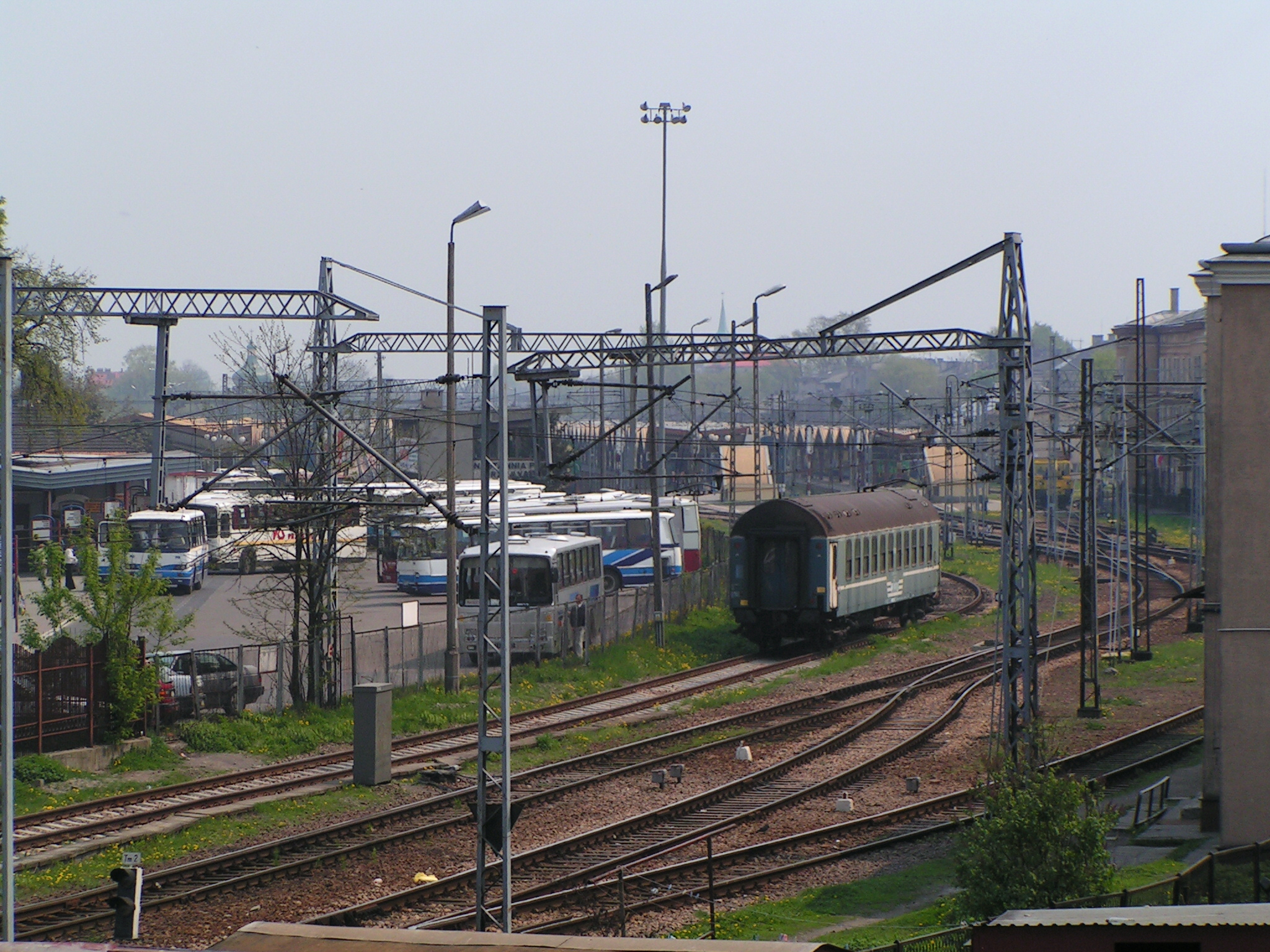
Польський спальний вагон на широкій колії 1520 мм, (2006)